# Pueblo de Taos

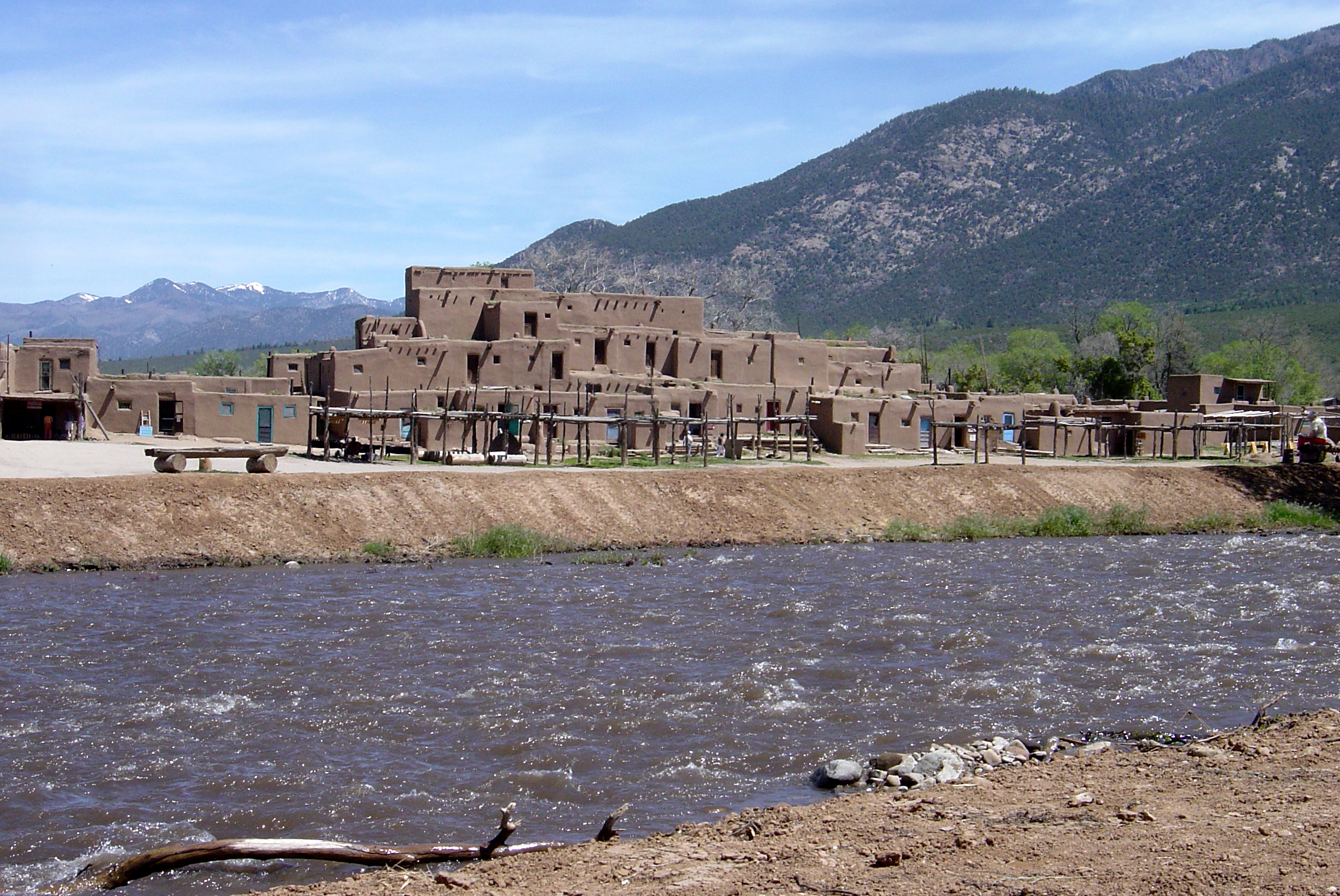
Pueblo de Taos 2005.

Taos Pueblo är en gammal by bebodd av nordlig tiwa, ett puebloindianskt folk som talar ett kiowa-tanoanskt språk. Samhället ligger på 2 170 meter över havet, omkring 2 km norr om moderna staden Taos i New Mexico, USA och intill Rio Pueblo, en flod som flyter fram genom bergskedjan Sangre de Cristo. 

## Folkmängd
384 km² tillhör Pueblo de Taos och omkring 2000 personer bor här. Vid folkräkningen 2000 rapporterade 2 581 personer att de räknade de sig som helt eller delvis tillhörande eller härstammande från Taos Pueblo.

## Arkitektur
På tiwaspråket heter Taos Tua-tah vilket betyder "vår by". Taos mest prominenta arkitektoniska verk är ett flera våningar högt bostadshus byggt av rödbrunt soltorkat tegel, adobe, som är delat i två delar av Rio Pueblo.